# Konkurs na Wydarzenie Muzealne Roku Sybilla
Konkurs na Wydarzenie Muzealne Roku Sybilla – ogólnopolski coroczny konkurs, mający na celu wyłonienie i promocję najlepszych przedsięwzięć polskich muzeów. Konkurs organizowany jest przez Narodowy Instytut Muzealnictwa i Ochrony Zbiorów pod patronatem Ministra Kultury i Dziedzictwa Narodowego. Pierwsza jego edycja odbyła się w 1980 roku.
W latach 1980–1999 konkurs, ustanowiony przez Ministerstwo Kultury, był organizowany przez Muzeum Archeologiczne w Warszawie. Nagroda początkowo była tylko jedna, bez względu na rodzaj przedsięwzięcia. Uległo to zmianie w 1993 roku, gdy poszerzono zakres nagród, wprowadzając Grand Prix, nagrodę specjalną, nagrody I, II i III stopnia oraz wyróżnienia. W 2000 roku organizację konkursu przejęło Muzeum Narodowe w Warszawie, nadając mu nazwę Wydarzenie Muzealne Roku Sybilla. W tym okresie wprowadzono podział na kategorie tematyczne, obejmujące różnorodne aspekty działania różnego typu muzeów. W 2009 roku zrezygnowano z wielostopniowych nagród, pozostawiając tylko nagrody główne i wyróżnienia w poszczególnych kategoriach oraz Grand Prix. Od 2011 roku organizatorem konkursu Sybilla jest Narodowy Instytut Muzealnictwa i Ochrony Zbiorów.
Laureat Grand Prix konkursu oraz zwycięzcy w poszczególnych kategoriach otrzymują statuetkę Sybilli, zaprojektowaną przez rzeźbiarkę Zofię Wolską.